# Gottfried von Rhenen
Gottfried von Rhenen (niederländisch Godfried van Rhenen, teilweise auch Govert van Rhenen; † 27. Mai 1178 in Utrecht) war von 1156 bis 1178 Bischof von Utrecht. 

## Leben
Er entstammte dem Geschlecht der Herren von Rhenen. Dieses liegt südöstlich von Utrecht. Godfried war Domherr in Utrecht und zuletzt Dompropst. 
Im Jahr 1156 wurde er in Anwesenheit von Friedrich Barbarossa zum Bischof gewählt. Durch seine Anwesenheit und sein Eingreifen hat Friedrich I. eine zwiespältige Bischofswahl verhindert.
Er blieb in der Folge ein treuer Anhänger der staufischen Partei und stand infolgedessen gegen den Papst. In den Jahren 1160 und 1161 folgte er Friedrich nach Italien. 
Seinen weltlichen Besitz schützt er durch den Bau von Burgen. Er war ein persönlich frommer Mann. Im Bistum Utrecht förderte er die Gründung von Kirchen und Klöstern. Er hatte Kontakt zu Hildegard von Bingen. 
Mit den Grafen von Holland kam es zu Konflikten um die bischöflichen Rechte in Friesland. Außerdem kam es 1165 zu Auseinandersetzungen um die Abdammung des Rheins. Weil Friedrich Barbarossa keinen weiteren Konfliktherd gebrauchen konnte, hat er diesen Streitigkeiten ein Ende gesetzt. 
Im Inneren kämpfte er lange um den Besitz der Stadt Groningen. Diese wollte nach dem Tod des Burggrafen ihre Unabhängigkeit vom Bischof erlangen. Zeitweise kam es auch zu Konflikten mit der Stadt Utrecht. 
Im Jahr 1170 wurde durch eine Flutkatastrophe der Zuidersee gebildet. Dadurch verlor er Teile seines Gebietes. Vor seinem Tod vermachte er die Herrschaft Rhenen dem Bistum.